# Stockach
Stockach es una ciudad alemana en el distrito de Constanza, Baden-Wurtemberg. Está ubicada al margen de la Hegovia, aproximadamente 5 km al noroeste del lago de Constanza.